# Costora ramosa
Costora ramosa är en nattsländeart som beskrevs av Jacquemart 1965. Costora ramosa ingår i släktet Costora och familjen Conoesucidae. Inga underarter finns listade i Catalogue of Life.